# Mark Durkan
Mark Durkan, född 26 juni 1960, är en nordirländsk politiker. Han var partiledare för Social Democratic and Labour Party sedan november 2001, då han efterträdde John Hume, till 2010. I valet 2005 blev han också parlamentsledamot för Humes tidigare valkrets Foyle. Han är sedan tidigare ledamot av Nordirlands regionala parlament för samma valkrets och har även varit minister i Nordirlands självstyrande regering, först finansminister från 1999 till 2001 och sedan vice försteminister (deputy first minister) från november 2001 till oktober 2002, då Nordirlands självstyre upphävdes.